# Broomazijnzuur
Broomazijnzuur is een organische verbinding met als brutoformule C2H3BrO2. Deze in zuivere toestand kleurloze vaste stof is een relatief goed alkyleringsreagens en wordt als zodanig dan ook gebruikt als synthesebouwsteen in de chemische- en farmaceutische industrie.

## Synthese
Broomazijnzuur kan bereid worden door broom te laten reageren met azijnzuur. Een alternatieve methode is de substitutiereactie van chloorazijnzuur met kaliumbromide:
{\displaystyle {\ce {ClCH2COOH\ +\ KBr\ _{\longrightarrow }^{\longleftarrow }\ BrCH2COOH+KCl}}}